# Internationale luchthaven Soekarno-Hatta
Internationale luchthaven Soekarno-Hatta (Indonesisch: Bandar Udara Internasional Soekarno-Hatta) is de internationale luchthaven die Jakarta en omgeving bedient. Het is gelegen ongeveer 20 km ten westen van Centraal-Jakarta nabij de plaats Cengkareng in de provincie Banten. De luchthaven is operationeel sinds 1985, ter vervanging van de oude luchthaven Kemayoran in Noord-Jakarta. De luchthaven staat met ruim 57 miljoen passagiers op plaats negen in de top 10 van drukste luchthavens van de wereld naar passagiersaantallen en is in 2012 met 14% gegroeid.
De luchthaven is vernoemd naar de eerste President van de Republiek Indonesië, Soekarno en de eerste vicepresident, Mohammad Hatta.

## Luchtvaartmaatschappijen
Lijst van zomer 2013:
| Air China                  | Peking, Xiamen | 2E      |           |    |
| AirAsia                    | Kota Kinabalu, Kuala Lumpur | 3       |           |    |
| Airfast Indonesia          | Soerabaja, Timika | 1C      |           |    |
| All Nippon Airways         | Tokio-Narita | 2D      |           |    |
| Asiana Airlines            | Seoel-Incheon | 2D      |           |    |
| Aviastar                   | Bandar Lampung, Ketapang, Lubuklinggau, Muara Bungo | 1C      |           |    |
| Batik Air                  | Ambon, Balikpapan, Batam, Denpasar, Jayapura, Kupang, Lombok, Makassar, Manado, Medan, Padang, Palembang, Pekanbaru, Pekanbaru, Semarang, Soerabaja, Ternate, Jogjakarta | 1C      |           |    |
| Cathay Pacific             | Hongkong | 2D      |           |    |
| Cebu Pacific               | Manilla | 2D      |           |    |
| China Airlines             | Hongkong, Taipei-Taoyuan | 2E      |           |    |
| China Southern Airlines    | Guangzhou | 2E      |           |    |
| Citilink                   | Balikpapan, Bandar Aceh, Banjarmasin, Batam, Bengkulu, Denpasar, Jambi, Makassar, Manado, Medan, Padang, Pekanbaru, Pangkal Pinang, Semarang, Soerabaja, Tanjung Pandan, Jogjakarta | 1C      |           |    |
| Emirates                   | Dubai | 2D      |           |    |
| Etihad Airways             | Abu Dhabi | 2D      |           |    |
| EVA Air                    | Taipei-Taoyuan | 2D      |           |    |
| Garuda Indonesia           | Abu Dhabi, Amsterdam, Bangkok-Suvarnabhumi, Peking, Kanton, Hongkong, Jeddah, Kuala Lumpur, Melbourne, Osaka-Kansai (vanaf 28 oktober 2013), Perth, Seoel-Incheon, Sjanghai-Pudong, Singapore, Sydney, Taipei-Taoyuan, Tokio-Narita | 2E      |           |    |
| Garuda Indonesia           | Ambon, Balikpapan, Banda Atjeh, Bandar Lampung, Banjarmasin, Batam, Bengkulu, Biak, Denpasar, Gorontalo, Jambi, Jayapura, Kendari, Kupang, Makassar, Malang, Manado, Mataram, Medan, Padang, Palangkaraya, Palembang, Palu, Pangkal Pinang, Pekanbaru, Pontianak, Semarang, Surakarta, Soerabaja, Tanjung Pandan, Tanjung Pinang, Tarakan, Ternate, Timika, Jogjakarta | 2F      |           |    |
| Indonesia AirAsia          | Bangkok-Don Mueang, Denpasar, Johor Bahru, Kuala Lumpur, Medan, Makassar, Penang/George Town, Phuket, Singapore, Soerabaja, Jogjakarta | 3       |           |    |
| Japan Airlines             | Tokio-Narita | 2D      |           |    |
| Jetstar Airways            | Perth, Singapore | 2D      |           |    |
| Kalstar                    | Pangkalan Bun, Sampit | 1C      |           |    |
| KLM                        | Amsterdam, Kuala Lumpur | 2E      |           |    |
| Korean Air                 | Seoel-Incheon | 2E      |           |    |
| Kuwait Airways             | Kuala Lumpur, Koeweit-stad | 2D      |           |    |
| Lion Air                   | Ambon, Jayapura, Kendari, Kupang, Makassar, Manado, Mataram, Palu, Semarang, Surakarta, Soerabaja, Jogjakarta | 1A      |           |    |
| Lion Air                   | Banda Atjeh, Bandar Lampung, Batam, Bengkulu, Jambi, Medan, Padang, Palembang, Pangkal Pinang, Pekanbaru, Tanjung Pinang | 1B      |           |    |
| Lion Air                   | Balikpapan, Banjarmasin, Palangkaraya, Pontianak, Tarakan | 1C      |           |    |
| Lion Air                   | Ho Chi Minhstad, Jeddah, Kuala Lumpur, Singapore | 2D      |           |    |
| Lion Air                   | Denpasar | 3       |           |    |
| Malaysia Airlines          | Kuala Lumpur | 2D      |           |    |
| Nam Air                    | Bengkulu, Jambi, Lubuklinggau, Palembang, Pangkalpinang, Pontianak, Semarang, Surakarta/Solo, Surabaya, Tanjung Pandan, Tanjung Pinang | 1B      |           |    |
| Philippine Airlines        | Manilla | 2D      |           |    |
| Qantas                     | Sydney | 2D      |           |    |
| Qatar Airways              | Doha | 2D      |           |    |
| Royal Brunei Airlines      | Bandar Seri Begawan | 2D      |           |    |
| Saudia                     | Jeddah, Medina, Riyad | 2E      |           |    |
| Singapore Airlines         | Singapore | 2D      |           |    |
| Sriwijaya Air              | Ambon, Balikpapan, Banda Atjeh, Bandar Lampung, Banjarmasin, Batam, Bengkulu, Biak, Denpasar, Gorontalo, Jambi, Jayapura, Kendari, Kupang, Makassar, Malang, Manado, Mataram, Medan, Padang, Palangkaraya, Palembang, Palu, Pangkal Pinang, Pekanbaru, Pontianak, Semarang, Surakarta, Soerabaja, Tanjung Pandan, Tanjung Pinang, Tarakan, Ternate, Jogjakarta         | 1B      |           |    |
| Sriwijaya Air              | Dili, Singapore | 2E      |           |    |
| Thai Airways International | Bangkok-Suvarnabhumi | 2D      |           |    |
| Tiger Airways              | Singapore | 2D      |           |    |
| Trigana Air Service        | Pangkalan Bun | 1C      |           |    |
| Turkish Airlines           | Istanboel, Singapore | 2E      |           |    |
| Uzbekistan Airways         | Tashkent 3 | Valuair | Singapore | 2D |
| Vietnam Airlines           | Ho Chi Minhstad | 2E      |           |    |
| Xiamen Airlines            | Fuzhou, Xiamen | 2E      |           |    |
| Express Air                | Bandar Lampung, Jayapura, Manokwari, Sorong, Ternate | 1c      |           |    |
| Yemenia                    | Dubai, Kuala Lumpur, Sanaa | 2D      |           |    |

## Statistieken
| Jaar | Aantal Passagiers | Vracht (ton) | Vlieg- bewegingen |
| ---- | ----------------- | ------------ | ----------------- |
| 2001 | 11.818.047        | 281.765      | 123.540           |
| 2002 | 14.830.994        | 306.252      | 144.765           |
| 2003 | 19.702.902        | 310.131      | 186.695           |
| 2004 | 26.083.267        | 322.582      | 233.501           |
| 2005 | 27.947.482        | 336.113      | 241.846           |
| 2006 | 30.863.806        | 384.050      | 250.303           |
| 2007 | 32.458.946        | 473.593      | 248.482           |
| 2008 | 32.172.114        | 465.799      |                   |
| 2009 | 36.466.823        |              |                   |
| 2010 | 43.981.022        |              |                   |
| 2011 | 50.446.618        |              |                   |
| 2012 | 57.730.732        |              |                   |

## Afbeeldingen

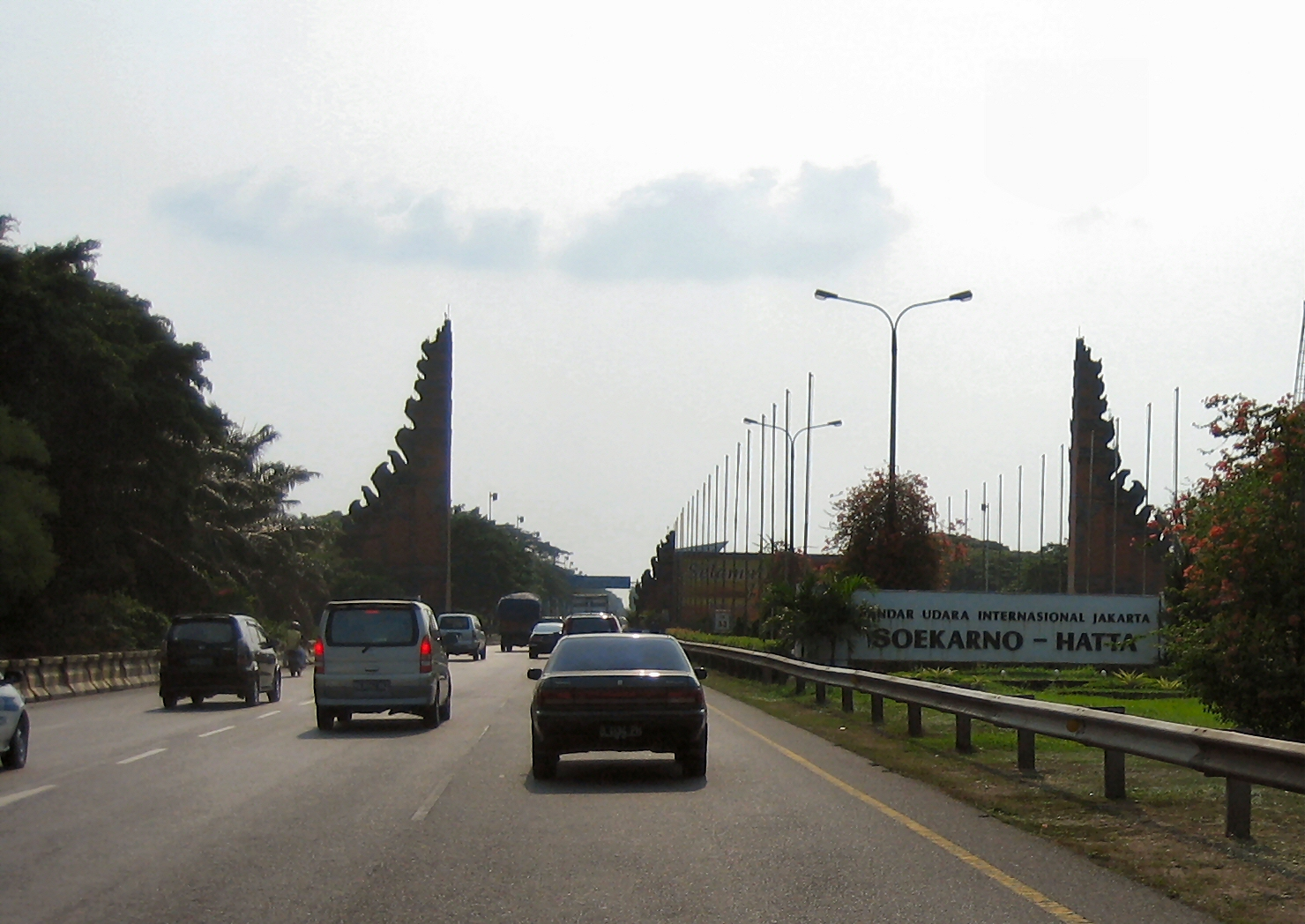
Toegangsweg tot de luchthaven
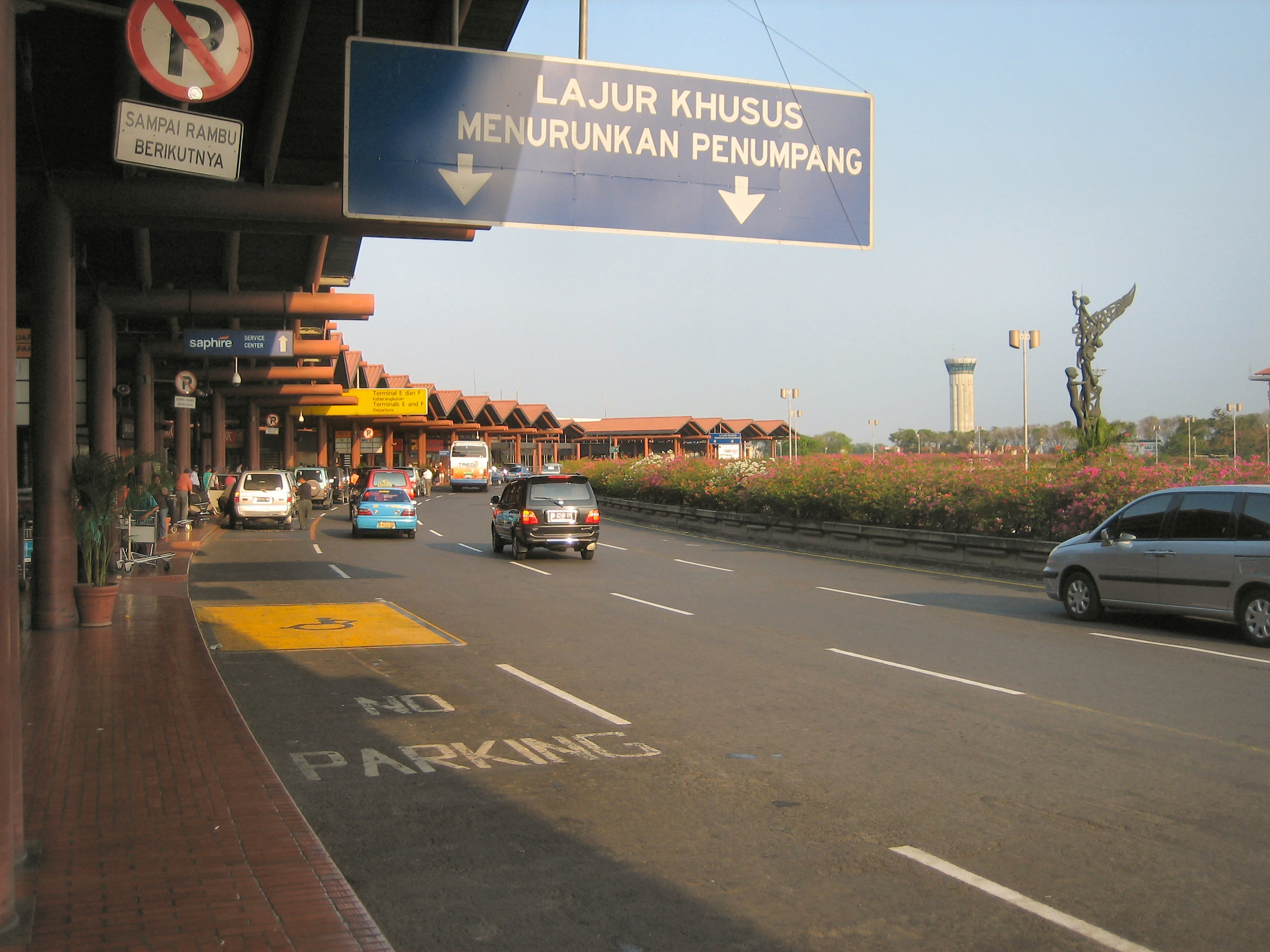
Terminal
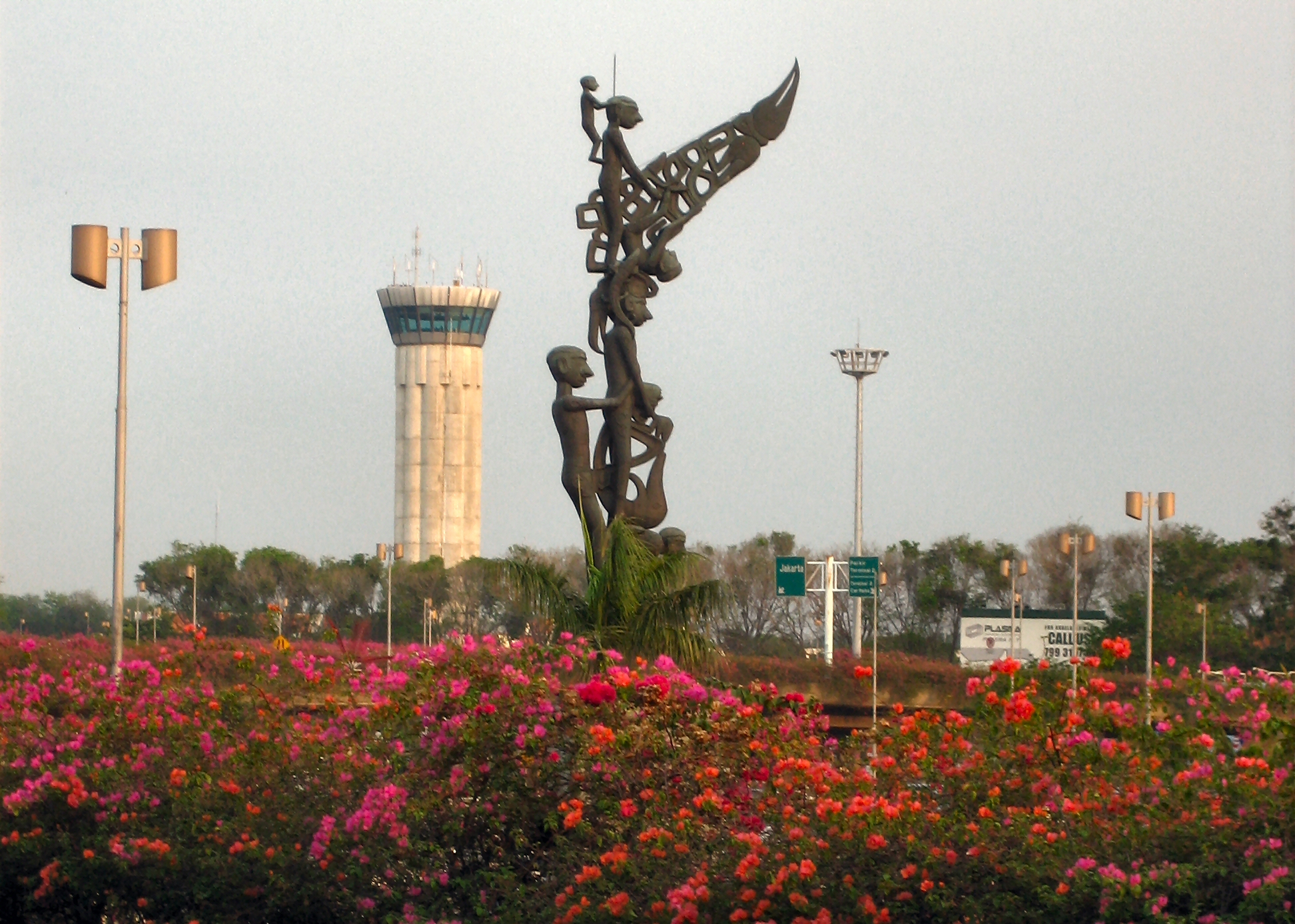
Verkeerstoren
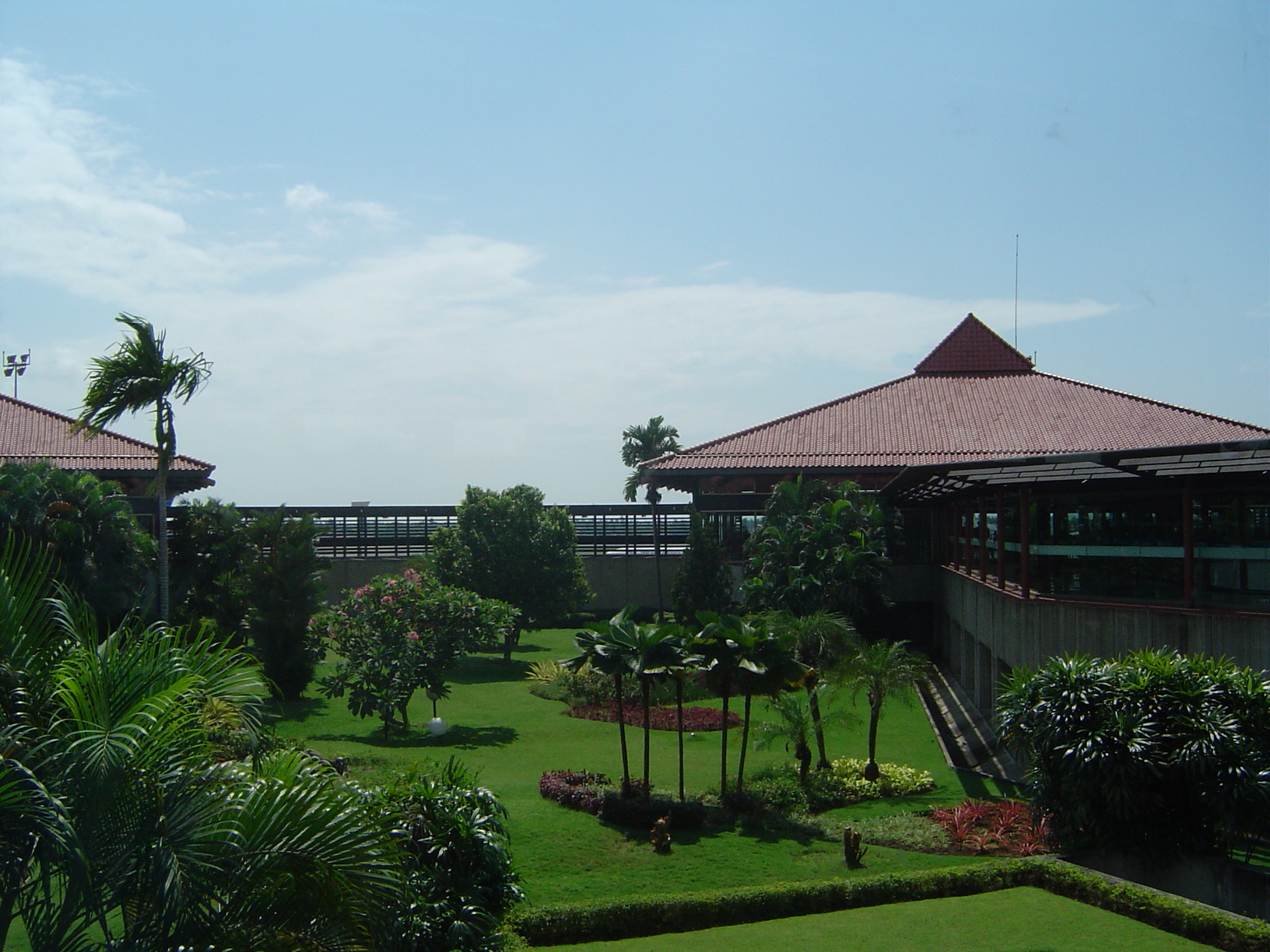
Terminalgebouw met tuinen